# Сеть Лиувилля
Сеть Лиувилля ― сеть линий на поверхности, в параметрах которой линейный элемент поверхности имеет вид
{\displaystyle ds^{2}=(U+V)(du^{2}+dv^{2})},
где {\displaystyle U=U(u)}, {\displaystyle V=V(v)}.
Названы в честь Жозефа Лиувилля.
Поверхности, несущие сеть Лиувилля являются поверхностями Лиувилля. 
К ним относятся, например, центральносимметричные поверхности второго порядка.

## Свойства
- В каждом четырёхугольнике, образованном двумя парами линий различных семейств, две геодезические диагонали имеют равную длину.